# 4-Pyridincarbaldehyd
4-Pyridincarbaldehyd (Trivialname Isonicotinaldehyd) ist eine chemische Verbindung, die sich von der Isonicotinsäure ableitet. Es handelt sich um ein Pyridin-Derivat.

## Geschichte
Roderich Graf synthetisierte bereits 1936 das Phenylhydrazon von 4-Pyridincarbaldehyd. Allerdings beschrieb er nicht den freien Aldehyd. Das Phenylhydrazon erhielt er aus 2-Picolylamin durch eine Kondensationsreaktion mit Nitrosobenzol in Ethanol (Baeyer-Mills-Reaktion).

## Gewinnung und Darstellung
Der freie Aldehyd wurde erstmals 1951 von Brown et al. synthetisiert. Die Synthese ist analog zu der Synthese von 2-Pyridincarbaldehyd nach Dyson und Hammick. Das Edukt 4-Picolin wird dabei erst in einer Lösung von Kaliumacetat und Acetanhydrid in Essigsäure dreifach chloriert und dann mit Zinn in wässrig / acetoniger Salzsäure zum geminalen Dichlorid (Ketochlorid) reduziert. Die durch Silbernitrat unterstützte Hydrolyse des Ketochlorids liefert den Aldehyd.
Derartige Synthesen aus dem Bereich der klassischen organischen Chemie sind allerdings seit Bekanntwerden der Sauermilch-Oxidation obsolet, weil durch diese die das Edukt direkt mit Sauerstoff zum Aldehyd oxidiert werden kann.

## Eigenschaften

### Physikalische Eigenschaften
4-Pyridincarbaldehyd hat einen Flammpunkt von 77,8 °C und eine Selbstentzündungstemperatur von 185 °C. Der Octanol-Wasser-Verteilungskoeffizient beträgt bei 30 °C {\textstyle \log P=0{,}12}